# 아틀란티스 더 팜
아틀란티스 더 팜(Atlantis, The Palm)은 아랍에미리트의 호텔로 팜 주메이라에 위치해 있다. 팜 주메이라에 지어진 첫번째 리조트이다. 아틀란티스를 배경으로 한 호텔이다. 2008년 9월에 열었다.
높이는 93.0미터이고, 총 23층이다. 방 수는 1,539개이다.

## 같이 보기
- 두바이 월드
- 아틀란티스 파라다이스 아일랜드